# 格里利堡 (阿拉斯加州)
格里利堡（英語：Fort Greely）是位於美國阿拉斯加州東南費爾班克斯人口普查區的一個非建制地區和人口普查指定地區。根據2010年美國人口普查，該地人口為539人，而該地的面積約為439.60平方千米。

## 地理
格里利堡的座標為63°54′18″N 145°33′16″W / 63.90500°N 145.55444°W，而該地的平均海拔高度為483米（即1586英尺）。